# Igre lakote: Upor, 1. del
Igre lakote: Upor, 1. del (v izvirniku angleško The Hunger Games: Mockingjay - Part 1) je znanstvenofantastični pustolovski vojni film iz leta 2014, 
ki ga je režiral Francis Lawrence s scenarijem Petra Craiga in Dannyja Stronga. Film je prvi od dveh delov posnetih po distopičnem romanu Suzanne Collins, Upor in tretje nadaljevanje filmske serije Igre lakote, ki sta ga ki sta ga producirala Nina Jacobson in Jon Kilik skupaj z Lionsgatom. Zvezdniki filma Igre lakote: Upor, 1. del so  Jennifer Lawrence, Josh Hutcherson, Liam Hemsworth, Woody Harrelson, Elizabeth Banks, Julianne Moore, Philip Seymour Hoffman, Jeffrey Wright, Stanley Tucci in Donald Sutherland. Njegova predhodnika sta Igre lakote: Arena smrti in Igre lakote: Kruto maščevanje ter njegovo nadaljevanje je Igre lakote: Upor, 2. del.
Zgodba se nadaljuje po tem, ko Katniss dvakrat preživi Igre lakote in se znajde v 13. okrožju.  Pod vodstvom predsednice Alme Coin in nasvetov svojih zaupnih prijateljev Katniss nerada postane simbol množičnega upora proti Kapitolu in se s svojim pogumom bori za preživetje Peete in narod. Snemanje obeh delov filma se je začelo 23. septembra 2013 v Atlanti ter dva tedna se je snemalo tudi v Parizu in končalo 20. junij 2014 v Berlinu.
Prvi del je v Braziliji in Sloveniji izšel 19. novembra 2014, v Maleziji, Združenem kraljestvu, Grčiji in Indoneziji 20. novembra 2014, v Združenih državah Amerike 21. novembra 2014, v Indiji 28. novembra in na Kitajskem 8. februarja 2015. Kot njegovi predhodniki je imel film komercialno uspešni dohodek (55 milijonov dolarjev) že na otvoritveni dan, kar je največji otvoritveni dan leta 2014 in šesti največji v novembru. Film je postal številka 1 med otvoritvenim vikendom z 273.800.000 dolarjev svetovnega dohodka, kar je postalo največja otvoritev leta 2014 in filmska serija Igre lakote je postala edina franšiza, v kateri so trije filmi zaslužili čez 100 milijonov na vikend. Film je v svetu zaslužil več kot 752 milijonov dolarjev in s tem imel drugi največji dobiček v filmski seriji Igre lakote.

## Zgodba
Potem, ko so rešili Katniss Everdeen in zmagovalca Beeteja in Finicka Odaira iz uničene arene 75. Iger lakot, so jih odnesli v okrožje 13, ki je neodvisno okrožje izolirano od ostalega Panema, ki je bil na čelu upora, kjer je bila Katniss združena z materjo in sestro Prim. Medtem ko okreva, je predstavljena predsednici Almi Coin, vodji upornikov, in ji je povedano, da so njena dejanja v areni sprožila nemire in stavke proti Kapitolu. Coin jo vpraša, če bo ona postala "Oponašoja", simbol upora, kot del njene strategije. Katniss to odločno tavrne in jo jezno opomni, da so v areni pustili s seboj Peeta Mellarka, njenega upodobljenega ljubimca in sotributa iz 12. okrožja. Po predlogu Plutarcha Heavensbeeja, nekdanjega vodja Iger, gre Katniss pogledati ruševine 12. okrožja, ki je bil popolnoma zravnan z Kapitolovim bombardiranjem (z izjemo hiš v Vasi zmagovalcev). Ko je videla, da je Kapitol uporabil Peeto na državni televiziji za zadušitev upora, je Katniss nerada spremenila svoje misli in se strinjala, da postane Oponašoja predsednice Coin, pod pogojem, da bo Peeta in drugi zmagovalci rešeni in pomiloščeni v najkrajšem možnem času, in da je njeni sestri Prim dovoljeno obdržati svojo mačko.
Potem, ko Haymitch ugotovi, da Katniss uživa spontanost, je predstavljena svoji filmski ekipi (z vodjo Kapitolske ubeženke Cresside). Skupaj s tesnim prijateljem Galom kot telesnim stražarjem in ekipo gredo v 8. okrožje, kjer obiščejo bolnišnico. Ko se obisk zaključuje, Kapitol bombardira bolnišnico, kjer umrejo vsi notri. V svojem besu Katniss da budilen govor, ki se predvaja, ko Beetee vdre v Kapitolov vir novic. Ko se to oddaja, stavkajoči 7. okrožja ubijejo celotno ekipo redarjev s skritimi minami.
Po ogledu oslabljenega Peeta na televiziji gre ekipa nazaj v 12. okrožje, kjer Gale pripoveduje zgodbo o njenem uničenju in Katniss je posneta med petjem pesmi "Drevo obešenca". Potem, ko se to predvaja, uporniška ekipa iz 5. okrožja uniči jez, ki zagotavlja Kapitolu električno energijo in s tem prisilijo Kapitol k uporabi elektrarnih generatorjev in zmanjšajo njihovo sposobnost, da predvajajo svojo propagando.
Tisto noče gleda Katniss Peeto, ki ga intervjuva Ceasar Flickerman, nekdanji napovedovalec Iger, Peeta, ki je v očitnem kljubovanju s svojimi ugrabitelji, zakriči opozorilo, da bo Kapitol napadel 13. okrožje. Coin odredi množično evakuacijo v podzemna zaklonišča. Medtem ko Prim skoraj ostane izven zaklonišč, ko gre nazaj po svojo mačko, vsi uspejo priti na varno in objekt preživi napad nepoškodovan. Po napadu Katniss odkrije, da je površina posejana z belimi vrtnicami in spozna, da jih je predsednik Snow poslal, da jo draži in predpostavlja, da bo ubil Peeta.Zaradi opozorila, ki ga je dal Peeta in je s tem dal 13. okrožje dodatnih osem minut za evakuacijo, Coin odpošlje elitno posebno skupino sil, med katerimi je Gale, da bi rešili njega, Johanno Mason, Annie Cresta in preostale zmagovalcev iz njihovega zapora v Tributnem centru Kapitola. Reševanje je uspešno. Vendar, ko gre Katniss pozdraviti Peeta, jo on nepričakovano napade in jo davi v nezavest, preden ga Boggs udari, da pade v nezavest.
Katniss se zbudi v zdravstveni ustanovi in je obveščena, da so na Peeti opravljali metodi "medenja" - oblika fizičnega/metalnega mučenja, v katerem mu je Kapitol spral možgane v željo, da ubije Katniss. Medtem pa Coin razglasi, da je bilo reševanje zmagovalcev uspešno in da je njihov naslednji cilj Kapitolovo glavno vojaško oporišče v grapah 2. okrožja.

## Igralna zasedba
- Jennifer Lawrence kot Katniss Everdeen
- Josh Hutcherson kot Peeta Mellark
- Liam Hemsworth kot Gale Hawthorne
- Woody Harrelson kot Haymitch Abernathy
- Elizabeth Banks kot Effie Trinket
- Philip Seymour Hoffman kot Plutarch Heavensbee
- Julianne Moore kot predsednica Alma Coin[7]
- Donald Sutherland kot predsednik Coriolanus Snow
- Stanley Tucci kot Caesar Flickerman
- Jeffrey Wright kot Beetee Latier
- Sam Claflin kot Finnick Odair
- Natalie Dormer kot Cressida[8]
- Mahershala Ali kot Boggs
- Willow Shields kot Primrose Everdeen
- Paula Malcomson kot gospa Everdeen
- Jena Malone kot Johanna Mason
- Stef Dawson kot Annie Cresta[9]
- Patina Miller kot poveljnica Paylor
- Evan Ross kot Messalla
- Wes Chatham kot Castor
- Elden Henson kot Pollux
- Robert Knepper kot Antonius
- Sarita Choudhury kot Egeria

## Produkcija

### Pre-produkcija
10. julija 2012 je Lionsgate napovedal, da bo tretji in zadnji del v seriji, Upor, razdeljen na dva dela. Igre lakote: Upor, 1. del je izšel 21. novembra 2014 in Igre lakote: Upor, 2. del je predviden 20. novembra 2015. Mnogi direktorji, vključno z Rianom Johnsonom, Francisom Lawrencom in Alfonsom Cuarónom so bili kandidati za delo. 1. novembra 2012 je Lawrence, direktor Krutega maščevanja, napovedal, da bo režiral oba končna dela v seriji.
6. decembra 2012 je Danny Strong oznanil, da bo napisal scenarij za tretji in četrti film. 15. februarja 2013 je Lionsgate potrdil scenarij za 1. del, ki ga je napisal Strong in mu dal dovoljenje za pisanje 2. dela. Kasneje avgusta je Hemsworth potrdil, da se bo snemanje filma začelo septembra 2013.
Filmska produkcija se je začela 16. septembra 2013 v Bostonu v Atlanti in v Los Angelesu. 13. novembra 2013 je Nina Jacobson razkrila, da je bil Peter Craig najet, da napiše adaptacije.

### Izbiranje igralne zasedbe
26. avgusta 2013 je bilo objavljeno, da se je igralka Stef Dawson pridružil igralski zasedbi in bo upodobila Annie Cresta. Lionsgate je 13. septembra 2013 objavil, da se je Julianne Moore pridružil igralski zasedbi obeh delov Upora in bo zaigrala predsednico Almo Coin. V naslednjem mesecu so se Patina Miller, Mahershala Ali, Wes Chatham, in Elden Henson pridružili igralski zasedbi kot poveljnica Paylor, Boggs, Castor in Pollux, v tem zaporedju. 23. septembra je Robert Knepper dobil vlogo Antoniusa, lika, ki se ne pojavljavi v knjigah in je dodatek k adaptaciji.

### Snemanje
Snemanje se je začelo 23. septembra 2013 v Atlanti in zaključilo 20. junija 2014 v Berlinu. 2. del je bil posnet brez odmora za 1. delom. V sredi oktobra je bila ekipa opažena med snemanjem v Rockmartu. Ekipa in igralna zasedba sta si vzeli odmor za promocijo filma Igre lakote: Kruto maščevanje in snemanje se je nadaljevala 2. decembra 2013. 14. december 2013 je snemanje potekalo v Marriottu Marquisu v Atlanti. 18. decembra se je snemanje začelo na Caldwell Tanks v Newnanu v Georgii.
Philip Seymour Hoffman, ki v filmu igra Plutarha Heavensbeeja, je umrl 2. februarja 2014 v New Yorku. Lionsgate izdal izjavo, da je Hoffman zaključili snemanje večino svojih prizorov pred svojo smrtjo.
18. aprila 2014 je producentka Nina Jacobson objavila, da se je snemanje v Atlanti ravno zaključilo in režiser Francis Lawrence je naslednji dan objavil o selitvi produkcije v Evropo. Objavljeno je bilo, da se bodo bojni prizori snemali v Parizu in na berlinskem letališču Tempelhof v Berlinu. 7. maja so začeli snemati na ulicah Pariza in v mestu Ivry-sur-Seine, kjer sta bila Lawrence in Hemsworth opažena med snemanjem nekaterih prizorov med statisti.
9. maja je bilo poročano, da je snemanje potekalo v Noisy Le Grand v Parizu, kjer so bili Lawrence, Hemsworth, Hutcherson in Claflin opaženi na snemanju, ki je ponovno ustvaril svet Panema. To je bila ista lokacija, kjer je bila film Brazil posnet leta 1984.

### Kostumi
Christian Cordella, ilustrator kostumov za prvi film, je ponovno skiciral obleke za 13. okrožje.

## Glasba

### Soundtrack
Naslov albuma s filmsko glasbo je The Hunger Games: Mockingjay, Part 1 – Original Motion Picture Soundtrack.
Glasba je bila ustvarjena kot kontrast temnega občutka v filmu.
9. oktobra 2014 je bil razkrito, da je Šolski deški zbor Trinity zapel skladbe za pesmi v filmu, ki ga je napisal James Newton Howard. Jennifer Lawrence je zapela filmsko različico pesmi "Drevo obešenca" (angleško The Hanging Tree), prvotno tudi v romanu, vendar ni bila navdušena, da je morala peti in je jokala na dan nastopa. Na večer 25. novembra 2014 je bila pesem številka 4 na seznamu Apple iTunes top 150 pesmi. "The Hanging Tree" je bila tudi številka 1 v Avstriji in na Madžarskem ter je bila številka 12 na lestvici Billboard Hot 100 v ZDA.
| Standardna verzija | Standardna verzija                     | Standardna verzija | Standardna verzija                      | Standardna verzija |
| Št.                | Naslov                                 | Pisec | Izvajalci                               | Dolžina            |
| ------------------ | -------------------------------------- | --- | --------------------------------------- | ------------------ |
| 1.                 | „Meltdown‟                             | Paul Van Haver Ella Yelich-O'Connor Joel Little Kamaal Ibn John Fareed Terrence Thornton Alana Haim Este Haim Danielle Haim | Stromae z Lorde, Pusha T, Q-Tip in Haim | 4:01               |
| 2.                 | „Dead Air‟                             | CHVRCHES | CHVRCHES                                | 3:14               |
| 3.                 | „Scream My Name‟                       | Tove Lo | Tove Lo                                 | 3:34               |
| 4.                 | „Kingdom‟                              | Charlotte Aitchison Rostam Batmanglij Simon Le Bon Holly Hardy                                                              | Charli XCX s Simonom Le Bonom           | 4:04               |
| 5.                 | „All My Love‟                          | Thomas Wesley Pentz Ella Yelich-O'Connor Karen Marie Ørsted Philip Meckseper Boaz de Jong Ariana Grande                     | Major Lazerz Ariano Grande              | 3:32               |
| 6.                 | „Lost Souls‟                           | Raury | Raury                                   | 2:53               |
| 7.                 | „Yellow Flicker Beat‟                  | Ella Yelich-O'Connor Joel Little                                                                                            | Lorde                                   | 3:54               |
| 8.                 | „The Leap‟                             | Tinashe Kachingwe Andrew Aged Daniel Aged                                                                                   | Tinashe                                 | 4:06               |
| 9.                 | „Plan the Escape‟ (priredba Son Luxa)  | Ryan Lott | Bat for Lashes                          | 2:30               |
| 10.                | „Original Beast‟                       | Grace Jones Ivor Guest | Grace Jones                             | 4:21               |
| 11.                | „Flicker‟                              | Ella Yelich-O'Connor Joel Little Kanye West Mike Dean Noah Goldstein                                                        | Lorde                                   | 4:12               |
| 12.                | „Animal‟                               | XOV Jonas Saeed Pia Sjöberg                                                                                                 | XOV                                     | 3:18               |
| 13.                | „This Is Not a Game‟                   | Tom Rowlands Miguel Pimentel Ella Yelich-O'Connor                                                                           | The Chemical Brothers z Miguelom        | 3:14               |
| 14.                | „Ladder Song‟ (Bright Eyes (priredba)) | Conor Oberst | Lorde                                   | 3:14               |

| Podaljšana verzija (le digitalno) | Podaljšana verzija (le digitalno) | Podaljšana verzija (le digitalno)                                   | Podaljšana verzija (le digitalno)       | Podaljšana verzija (le digitalno) |
| Št.                               | Naslov                            | Pisec                                                               | Artist                                  | Dolžina                           |
| --------------------------------- | --------------------------------- | ------------------------------------------------------------------- | --------------------------------------- | --------------------------------- |
| 15.                               | „Drevo obešenca‟                  | James Newton Howard Suzanne Collins Jeremiah Fraites Wesley Schultz | James Newton Howard z Jennifer Lawrence | 3:38                              |

### Pesmi v filmu
| Št. | Naslov                                 | Besedilo        | Glasba                           | Dolžina |
| --- | -------------------------------------- | --------------- | -------------------------------- | ------- |
| 1.  | „The Mockingjay‟                       |                 |                                  | 2:39    |
| 2.  | „Remind Her Who the Enemy Is‟          |                 |                                  | 2:29    |
| 3.  | „District 12‟                          |                 |                                  | 3:23    |
| 4.  | „Snow's Speech‟                        |                 |                                  | 3:32    |
| 5.  | „Please Welcome Peeta‟                 |                 |                                  | 3:53    |
| 6.  | „Katniss' Nightmare‟                   |                 |                                  | 2:06    |
| 7.  | „The Arsenal‟                          |                 |                                  | 3:54    |
| 8.  | „Incoming Bombers‟                     |                 |                                  | 4:33    |
| 9.  | „Don't Be a Fool Katniss‟              |                 |                                  | 1:40    |
| 10. | „District 12 Ruins‟                    |                 |                                  | 3:38    |
| 11. | „Drevo obešenca‟ (z Jennifer Lawrence) | Suzanne Collins | Jeremiah Fraites, Wesley Schultz | 3:38    |
| 12. | „Peeta's Broadcast‟                    |                 |                                  | 1:45    |
| 13. | „Air Raid Drill‟                       |                 |                                  | 4:31    |
| 14. | „It's Gonna Be a Long Night‟           |                 |                                  | 2:26    |
| 15. | „Taunting the Cat‟                     |                 |                                  | 2:08    |
| 16. | „White Roses‟                          |                 |                                  | 3:25    |
| 17. | „District 8 Hospital‟                  |                 |                                  | 2:07    |
| 18. | „The Broadcast‟                        |                 |                                  | 1:11    |
| 19. | „Jamming the Capitol‟                  |                 |                                  | 3:27    |
| 20. | „Inside the Tribute Center‟            |                 |                                  | 3:44    |
| 21. | „Put Me on the Air‟                    |                 |                                  | 3:10    |
| 22. | „They're Back‟                         |                 |                                  | 2:47    |
| 23. | „Victory‟                              |                 |                                  | 2:54    |

## Politične posledice
20. novembra 2014 je bilo po poročanju prikazovanje filma preklicano na Tajskem, ker so protestniki s pomočjo treh prstov salutirali na demonstracijah proti vojaški vladi v državi.
27. novembra 2014 so protestniki iz Hongkong uporabili salutiranje treh prstov med zased Mong Koka.

## Začetek predvajanja
Igre lakote: Upor, 1. del je izšel 19. novembra 2014 na 9 ozemljih, vključno s Slovenijo, Francijo, Grčijo, Skandinavijo in Brazilijo ter se 20. novembra razširil na nadaljnja 59 ozemlja, vključno z Veliko Britanijo, Nemčijo, Avstralijo, Italijo, Mehiko in Jožno Korejo. S predvajanjem 21. novembra 2014 v še 17. državah, vključno z ZDA, je bil skupen začetek na 85 trgih, kar je bil največja izdaja filma leta in najširša izdaja Lionsgata doslej.
Film je na Kitajskem izšel 8. februarja 2015 v 2D in 3D, kar je prvi film v franšizi, ki se je predvajal v 3D v katerikoli državi in je debitiral na več kot 4.000 zaslonov. Direktor Francis Lawrence je izjavil: "pred kratkim smo videli 3-D različico filma Upor, 1. del pred izdajo na Kitajskem in nova stopnja potopitve je bil res fantastičen."

## Nagrade
| Nagrada                            | Kategorija                                    | Nominiranec                    | Osvojeno?   |
| ---------------------------------- | --------------------------------------------- | ------------------------------ | ----------- |
| Black Reel Awards                  | Outstanding Breakthrough Performance – Female | Patina Miller                  | Ne          |
| Broadcast Film Critics Association | Best Actress in Action Movie                  | Jennifer Lawrence              | Ne          |
| Broadcast Film Critics Association | Najboljša pesem                               | "Yellow Flicker Beat" od Lorde | Ne          |
| Golden Globe Awards                | Najboljša originalna pesem - Film             | "Yellow Flicker Beat" od Lorde | Ne          |
| Women Film Critics Circle          | Najboljše ženske slike v filmu                | Igralna zasedba                | Da          |
| Kid's Choice Awards                | Najljubši zlikovec                            | Donald Sutherland              | Ne          |
| Kid's Choice Awards                | Najljubši film                                | Igralna zasedba                | Da          |
| Kid's Choice Awards                | Najljubša moška akcijska zvezda               | Liam Hemsworth                 | Da          |
| Kid's Choice Awards                | Najljubša ženska akcijska zvezda              | Jennifer Lawrence              | Da          |
| MTV Movie Awards                   | Film leta                                     | Igralna zasedba                | Ne          |
| MTV Movie Awards                   | Najboljši ženski nastop                       | Jennifer Lawrence              | Ne          |
| MTV Movie Awards                   | Najboljši glasbeni trenutek                   | Jennifer Lawrence              | Da          |
| MTV Movie Awards                   | Najboljša preobrazba na zaslonu               | Elizabeth Banks                | Da          |
| MTV Movie Awards                   | Najljubši heroj                               | Jennifer Lawrence              | Ne          |
| Saturn Awards                      | Najboljši znanstvenofantastični film          | Igralna zasedba                | Še ni znano |
| Saturn Awards                      | Najboljša igralka                             | Jennifer Lawrence              | Še ni znano |

## Nadaljevanje
Lionsgate bo 20. novembra 2015 izdal drugi del adaptacije Upor.